# John Lilburne
John Lilburne (1614 circa – Eltham, 29 agosto 1657) è stato un politico inglese.
Incerte la data e la località di nascita: Sunderland o Greenwich. Noto anche come Freeborn John ("John Natolibero") fu uno dei maggiori protagonisti della Guerra civile inglese. Importante esponente del partito radicale dei Livellatori si adoperò per la realizzazione dei principi democratici espressi nel Patto del popolo.

## La contestazione della Chiesa anglicana
L'attività di contestatore politico di Lilburne ebbe inizio nel 1637 quando incontrò John Bastwick, un predicatore puritano che aveva appena avuto le orecchie tagliate per aver diffuso un opuscolo dove attaccava le idee religiose di William Laud, l'arcivescovo di Canterbury.
Lilburne, colpito dal fatto che qualcuno potesse essere così severamente punito per aver espresso le sue convinzioni religiose, si offrì allora di aiutare Bastwick nella sua lotta contro la Chiesa anglicana decidendo di recarsi nei Paesi Bassi calvinisti per organizzare la stampa di un libro di Bastwick.
Nel dicembre 1637 Lilburne venne scoperto ed arrestato con l'accusa di stampare libri senza licenza. Il 13 febbraio 1638, riconosciuto colpevole, fu condannato a essere multato di 500 sterline, messo alla gogna e imprigionato. Frustato e messo alla berlina da lì Lilburne continuò a rivolgersi al pubblico lodando John Bastwick fino a quando non venne imbavagliato e gettato in prigione dove continuò ad attaccare la chiesa anglicana riuscendo a far pubblicare il libello Come out of her, my people (Uscite da essa, o popolo mio) (1639).
Liberato due anni dopo per intervento di Oliver Cromwell sposò Elizabeth Dewell, figlia di un mercante di Londra, nel mese di settembre del 1641.

## La partecipazione alla Guerra civile
Allo scoppio della Guerra civile inglese si arruolò nel 1642 col grado di capitano nell'Esercito dei Parlamentari sotto il comando del conte di Essex e combatté nella battaglia di Edgehill.
Fra gli sconfitti parlamentari della Battaglia di Brentford (12 novembre 1642) venne fatto prigioniero a Oxford e corse il rischio di essere giudicato per alto tradimento ma, di fronte alla minaccia del Parlamento di giustiziare per rappresaglia i prigionieri realisti, Lilburne fu scambiato con un ufficiale del re.
Tornato nell'esercito sotto il comando del conte di Manchester con il grado di tenente colonnello divenne amico di Oliver Cromwell, a capo della cavalleria del New Model Army, sostenendolo nelle sue controversie con Manchester.
Lilburne si distinse anche nella battaglia di Marston Moor nel 1644 e successivamente chiese l'autorizzazione di attaccare la roccaforte realista a Tickhill, che secondo le sue informazioni era disposta ad arrendersi. Nonostante il rifiuto di Manchester, Lilburne riuscì a prendere la rocca, senza colpo ferire.

## Le dimissioni dal "New Model Army"
Dopo aver abbandonato l'esercito il 30 aprile 1645 per essersi rifiutato di firmare, in nome della libertà religiosa, il Presbyterian Solemn League and Covenant, si dedicò esclusivamente alla scrittura, pubblicando numerosi testi che gli costarono l'arresto diverse volte.
Nel giugno del 1646 venne rinchiuso nella prigione di Newgate (per i contenuti dei due pamphlet The Just Mans Justification e The Free-mans Freedome Vindicated) per poi essere liberato nel novembre dell'anno successivo, nonostante avesse ricevuto un aumento della pena per le parole pronunciate davanti ai Lord nel luglio dello stesso anno:
(Discorso di John Lilbrune davanti ai Lord, 11 luglio 1646)
Un mese dopo l'imprigionamento di Lilburne, i due politici radicali Richard Overton e William Walwyn pubblicarono, il 7 luglio 1646, il manifesto Remonstrance of Many Thousand Citizens of England che segna simbolicamente la nascita del partito degli "Agitatori"

## La partecipazione al programma dei Livellatori

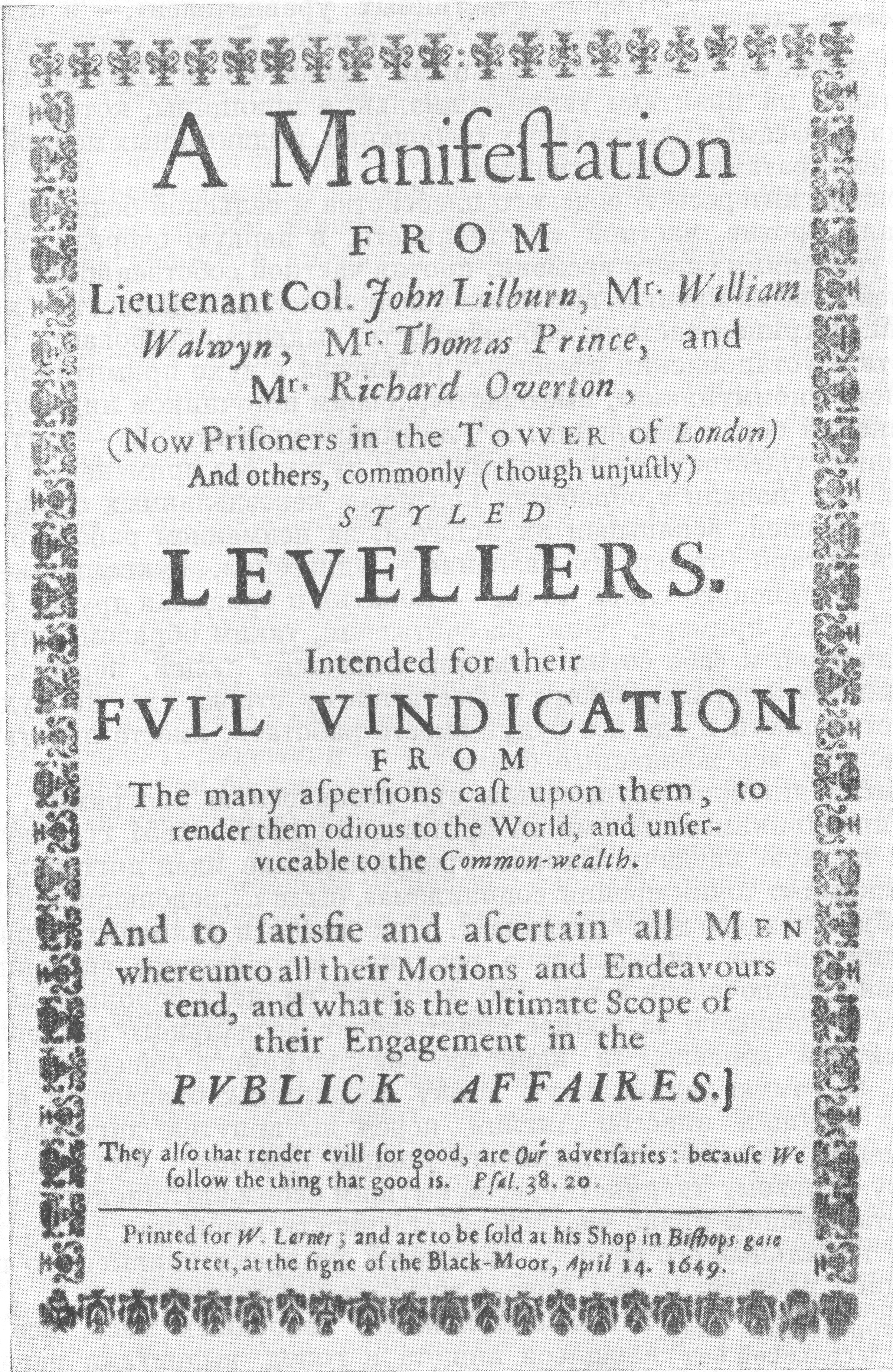
Il manifesto dei Livellatori di J.Lilburne (1649)

Gli Agitatori diedero prova della maturazione politica raggiunta dai soldati all'interno del New Model Army confrontandosi con gli ufficiali tra il 28 ottobre e l'11 novembre 1647 nei Dibattiti di Putney prendendo spunto da un opuscolo influenzato dagli scritti di John Lilburne chiamato Agreement of the People for a firme peace' (Patto del popolo per una pace sicura).
Il 1º agosto 1648, la Camera dei Comuni deliberò che Lilburne fosse rimesso in libertà.
Dopo il suo rilascio Lilburne continuò a scrivere e distribuire opuscoli sui diritti dei soldati sostenendo che tutti i maschi adulti dovessero avere il diritto di voto.
Nel mese di marzo 1649, Lilburne, John Wildman, Richard Overton e William Walwyn furono arrestati e inviati alla Torre di Londra. L'8 novembre una giuria li dichiarò non colpevoli e vennero quindi liberati.

## L'attacco a Oliver Cromwell
Sebbene lo stesso Cromwell condividesse le idee dei livellatori sull'abolizione della monarchia e della camera dei Lord, Lilburne cominciò ad attaccarlo per non aver esteso il diritto di voto.
Cromwell lo fece dunque nuovamente imprigionare e nonostante che una petizione popolare chiedesse di liberarlo volle farlo giudicare per tradimento da un tribunale che alla fine sentenziò che Lilburne non era colpevole.
Libero ancora una volta Lilburne tornò ad attaccare Cromwell per la sua politica di intolleranza religiosa nei confronti dei cattolici irlandesi e per la decisione di condannare a morte il re.
Per aver parteggiato per lo zio George Lilburne protagonista di una lite su il possesso di alcune miniere di carbone a Durham, in origine di proprietà realista, con sir Arthur Haselrig, importante parlamentare che aveva accumulato una grande fortuna trafficando con le espropriazioni dei beni sequestrati ai realisti e dei terreni ecclesiastici, Lilburne fu nuovamente arrestato e messo al bando dall'Inghilterra con una legge del Parlamento che a tal fine era stata approvata il 30 gennaio 1652.

## Il ritorno in Inghilterra e la morte
Lilburne rimasto per quattro mesi in Olanda, nel 1653 tornò clandestinamente in patria ma fu prontamente arrestato e imprigionato a Newgate da dove pregò Cromwell di intervenire per la sua liberazione promettendogli che, se fosse rimasto in Inghilterra, non avrebbe più turbato l'azione del governo. Processato il 13 luglio dello stesso anno all'Old Bailey, venne assolto il 20 agosto salutato dalle grida di esultanza e dalle trombe dei soldati.
Il governo tuttavia rifiutò di liberarlo e lo fece trasferire alla Torre di Londra ordinando ai carcerieri di rifiutare qualunque richiesta di Habeas corpus che fosse stata presentata.
Nel frattempo, poiché la salute già malferma di Lilburne si era aggravata, venne accolta una petizione della moglie e del padre e gli fu concesso di soggiornare in libertà vigilata nel castello di Dover da dove poteva brevemente allontanarsi. Fu in una di queste occasioni che conobbe Luke Howard, un quacchero che lo iniziò alla conversione alla sua religione
Il Lord Protettore accolse la petizione e fece rilasciare Lilburne sulla parola accordandogli una pensione per il suo mantenimento. Lilburne mantenne la promessa di vivere tranquillamente fino a quando morì nell'estate del 1657 durante una visita alla moglie in attesa del loro decimo figlio.